# برونو شولتس
برونو شولتس (لهستانی: Bruno Schulz؛ ۱۲ ژوئیهٔ ۱۸۹۲ – ۱۹ نوامبر ۱۹۴۲) نویسنده، نقاش، منتقد ادبی و استاد هنر اهل لهستان بود. او از صاحب سبکترین نویسندگان سده بیستم لهستان به شمار می‌رود. بسیاری از آثارش از جمله داستان‌های کوتاه او دهه ۱۹۴۰ و آخرین رمان ناتمامش مسیح، در هولوکاست از بین رفت.
برونو شولتس در سال ۱۹۴۲ هنگام بازگشت به گتو با شلیک گلوله توسط نازیها کشته شد.